# Heteragrion aequatoriale
Heteragrion aequatoriale – gatunek ważki z rodziny Heteragrionidae. Występuje na terenie Ameryki Południowej – stwierdzony w Peru i Ekwadorze; choć jako miejsce typowe wskazano Bogotę w Kolumbii, nie ma pewności, czy gatunek ten w ogóle występuje w tym kraju.